# 越劇

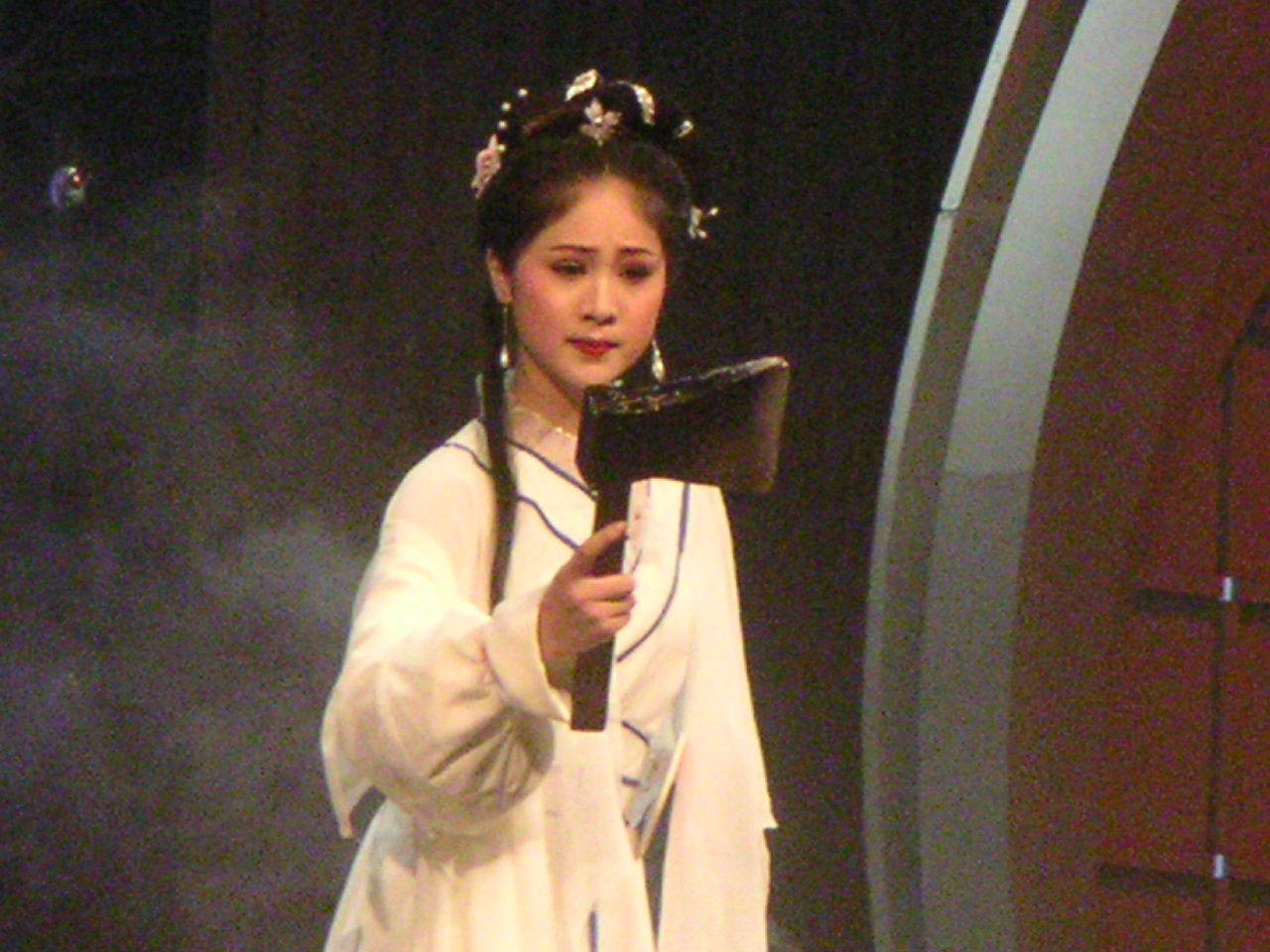
李旭丹の越劇出演

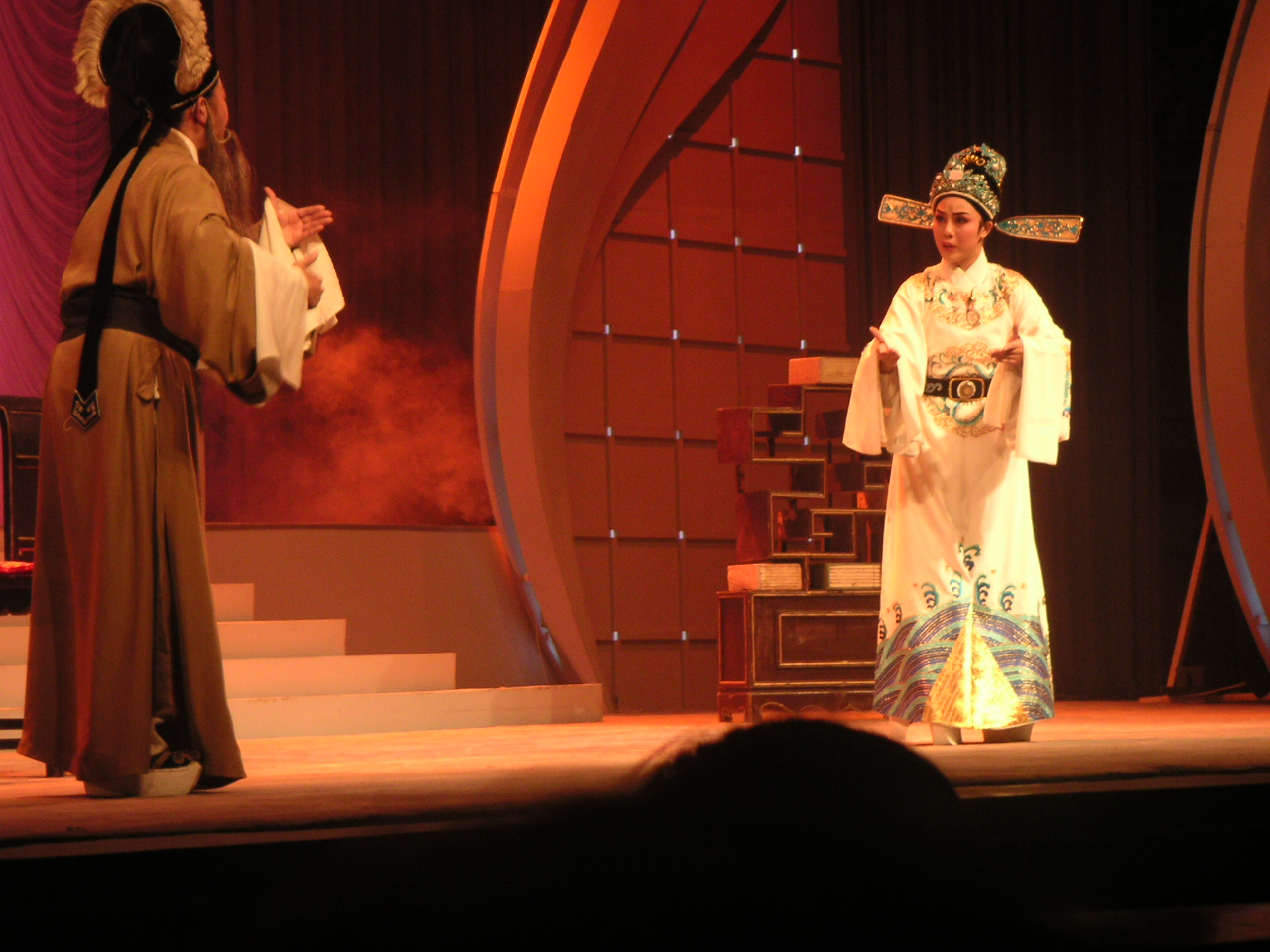
越劇の舞台

越劇（えつげき、中国語: 越剧＝Yueju ユェジィ）は、中国の伝統演劇(戯曲)の一つ。21世紀の現在では中国2大劇種（もう一つは京劇）、5大劇種（京劇、越劇、評劇、豫劇、黄梅戯）のひとつに数えられる。
中国のおもに上海、浙江省、江蘇省、安徽省、福建省、江西省など中国東南部で多く上演されるが、近年では北京などでもアマチュア越劇団が活動しており 、全国劇種に発展している。京劇が甲高い発声と打楽器を多用するのに対して、越劇は柔らかいメロディーが特徴である。今日では女優中心に上演され男性役も女優が演じ観客も女性が多いため、日本では“中国の宝塚”と呼ばれることもあるが、宝塚と異なり女優は結婚しても引退せず活動を続ける。また、まったく男性越劇俳優がいないのではなく、趙志剛のように多くのファンをもつ男優もいる。

## 歴史
1906年ごろ浙江省紹興市嵊県（じょう県）で農民の間でおこなわれていた歌舞に起源があるとされる。1917年に上海に入り、当初は遊楽場などで上演活動を行い、そこで京劇や文明戯などの要素を吸収して単純な歌舞から登場人物の行動によって複雑な物語を表現する演劇へと発展していった。始めは男性だけの演出だったが、1923年から女性も加わり、その後崑曲（こんきょく）の優美さも取り入れて、男性後継者の不足もありほぼ女性のみによる優雅な劇になった。
1937年から1945年の抗日戦争（日中戦争）中は戦争の影響で映画の制作や輸入が衰えたので、演劇が栄え越劇も繁栄した。上海に入った当初は紹興文戯などと呼ばれたが、起源が古代の越の国の地域なので1942年ごろから越劇と呼ばれるようになった。1946年袁雪芬は劉厚生ら共産党系演劇人の援助を得て、農村の寡婦の悲劇を描いた魯迅「祝福」を脚色した「祥林嫂」を上演し成功した。この作品はそれまで主に男女の恋愛ものを主に演じてきた越劇が成功のうちに社会性の強い演目を上演したもので、「新越劇の記念碑」と呼ばれている。
1949年中華人民共和国建国後は、越劇は共産党の庇護を得て、大いに発展した。今日越劇の古典演目とされる「紅楼夢」、「梁山伯と祝英台」「西廂記」は、1950年代～1960年代前半に今日のかたちで初演されたものである。また、共産党、中国政府の政治方針を宣伝する現代劇も創作された。
1966年～1976年の文化大革命中は、他の舞台芸術と同様に迫害を受け苦難の道を歩み、文革終結後の1980年代はテレビの普及などで観客離れが著しかったが、その後は茅威濤などスターも生まれ、21世紀の今日では中国伝統演劇第二劇種の地位を確保している。

## 演目
「五女拝寿」「追魚」「情探」などがある。1980年代から90年代には、「第十二夜」（「十二夜」）、「王子復仇記」（「ハムレット」）のようなシェイクスピアに取材した演目も上演された。名家は、袁雪芬、茅威濤、楊小青など。有名劇団は、紹興小百花越劇団、浙江小百花越劇団、華東越劇実験劇団、上海越劇院など。 

## 参照項目
- 戯曲 (中国)